# Cerro dos Infantes
O Cerro de los Infantes é um sítio arqueológico situado município de Pinos Puente  na província de Granada, Andaluzia, sul de Espanha. A sua cronologia vai desde a Idade do Cobre até à Idade Média e nele se situava o ópido (capital administrativa regional) romano de Ilurco.

## Localização
Situa-se nos limites norte da comarca da Veiga de Granada, numa depressão que faz parte do Sulco Intrabético na Alta Andaluzia e embora esteja rodeado de zonas montahosas constitui uma unidade geográfica aberta para a costa mediterrânica, para o vale do Guadalquivir e para as planícies de Guadix-Baza por importantes passagens naturais que condicionam as suas principais rotas de comunicação.

## História
Devido à sua situação privilegiada, apresenta uma ocupação humana quase contínua desde a Pré-história tardia até ao período muçulmano, o que é refletido na sua sequência cultural completa, que se inicia na Idade do Cobre, continua durante a Idade do Bronze, passa pelos períodos pré-ibero, ibero e romano imperial e termina na época medieval. É um sítio chave para a compreensão da evolução do povoamento na Andaluzia desde as comunidades pré-históricas até à Idade Média.

## Sítio arqueológico
A estação arqueológica situa-se sobre um cerro calcário na margem direita do rio Velillos, composto por três afloramentos rochosos, apresentando o mais alto deles uma meseta com cerca de cem metros de comprimento. A parte sul desta meseta eleva-se abruptamente, formando uma espécie de acrópole natural, que é conhecida  como Corona ("coroa") e no cimo dela existem diversos panos de muralha, que datam da Idade do Bronze, embora nos períodos ibero-romanos e árabe tenham sido sobrepostas outras construções.
A norte, abaixo da Corona, destaca-se principalmente uma importante sequência estratigráfica que começa na Idade do Cobre e foi estudada nas escavações de 1971 e 1976 e onde ressalta a presença de construções romanas pertencentes a um edifício público. A oeste desta meseta, sobre um promontório calcário menos proeminente que os restantes, escavações clandestinas puseram a descoberto vários edifícios da época romana, cujas paredes estavam cobertas por estuque pintado, bem como uma necrópole, com túmulos de silhar de períodos mais recentes.
Nas encostas que, em direção a sul e a leste, descem em direção ao rio Velillos, aparecem materiais ibero-romanos e do Bronze Final. Na zona mais alta da encosta sul destacam-se pelo seu número as cerâmicas iberas clássicas, mas à medida que se desce em direção ao rio, abundam os materiais do Bronze Final e do período proto-histórico.
Desde o século XVI que o Cerro dos Infantes desperta o interesse de numerosos eruditos e investigadores, que ali situavam a cidade romana de Ilurco.

## Desastre da Veiga de Granada
Em 1319, durante o reinado de Afonso XI de Castela e Leão foi travada no Cerro dos Infantes, perto da localidade de Pinos Puente, a batalha de Elvira, que ficou conhecida como Desastre da Veiga de Granada, na qual o exército castelhano-leonês foi derrotado pelo emir Ismail I de Granada. Os comandantes castelhanos, os infantes Pedro e João morreram na batalha. Este último era filho de Afonso X, o Sábio e Pedro era filho de Sancho IV, o Bravo e irmão de Fernando IV, o Emprazado.